# Karolinen-Fruchttaube
Die Karolinen-Fruchttaube (Ducula oceanica) ist eine große Art der Taubenvögel, die zu den Fruchttauben zählt. Sie kommt in mehreren Unterarten ausschließlich in Mikronesien im westlichen Pazifik vor.
Die Bestandssituation der Peales-Fruchttaube wurde 2016 in der Roten Liste gefährdeter Arten der IUCN als „Near Threatened (NT)“ = „potentiell gefährdet“ eingestuft.

## Erscheinungsbild

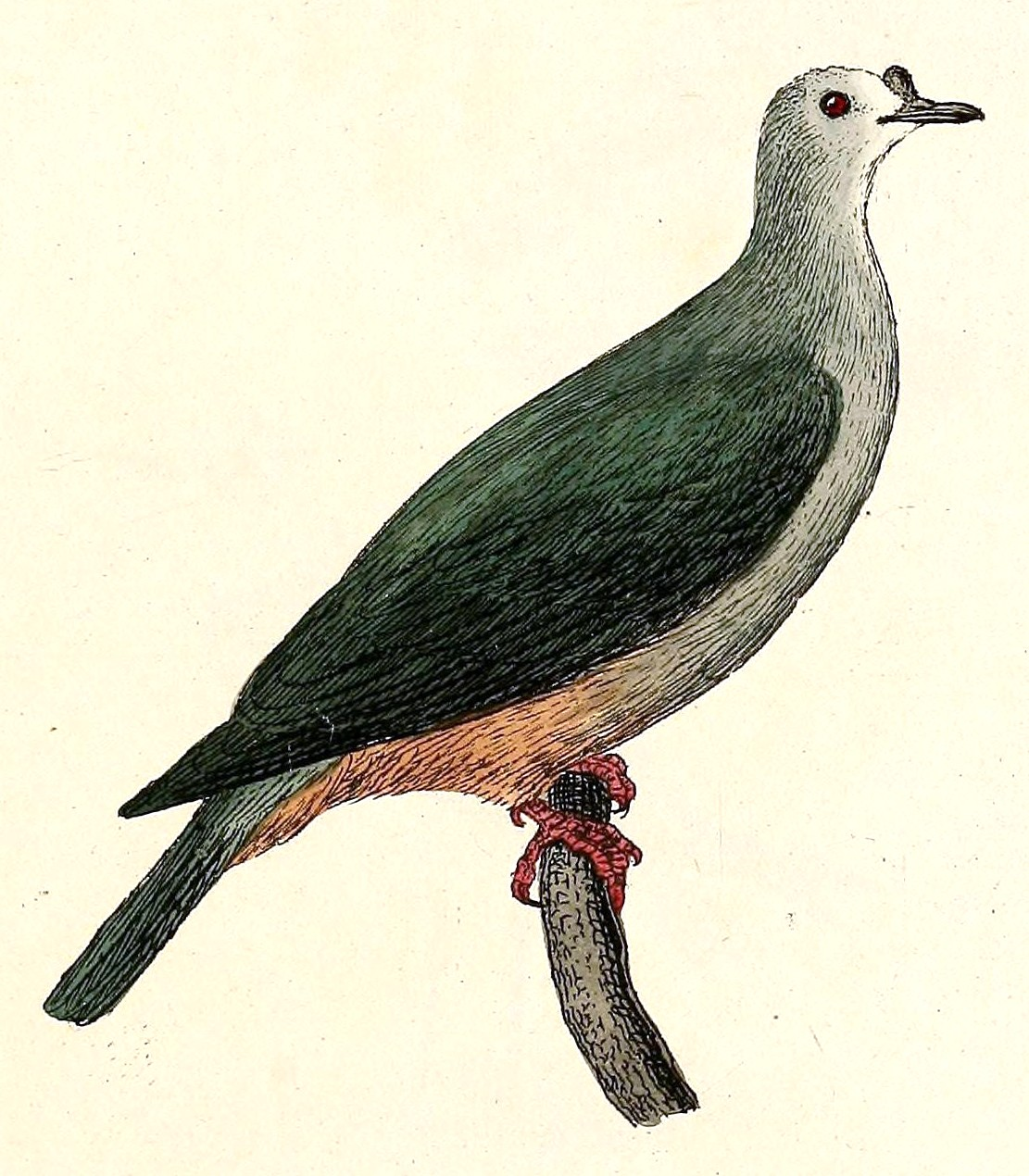
Karolinen-Fruchttaube, Darstellung aus dem Jahre 1832

Die Karolinen-Fruchttaube erreicht eine Körperlänge von etwa 36 Zentimetern. Auf den Schwanz entfallen 14,2 bis 14,5 Zentimeter. Der Schnabel hat eine Lange von 2,2 bis 2,4 Zentimeter. Es besteht kein auffälliger Geschlechtsdimorphismus. Die Weibchen sind lediglich etwas dunklergefärbt.
Die schwarze Wachshaut ist vergrößert und bildet einen Höcker. Die Federn an der Schnabelbasis sind weißlich und gehen dann am Vorderkopf, an den Zügeln, der Scheitel und dem Nacken in ein Aschgrau über. Der Mantel ist dunkelgrün. Die Flügeldecken haben die gleiche Farbe. Die Hand- und Armschwingen sind schwärzlich und schimmern auf den Außenfahnen grünlich. Der Rücken und die Oberschwanzdecken sind dunkelgrün, die Schwanzfedern sind schwärzlich.
Das Kinn ist weißlich, die Kehle, die Ohrdecken, der Hals und die Brust sind hellgrau. Der Bauch, die Schenkel, der Bürzel und die Unterschwanzdecken sind dunkel weinbraun. Der Schnabel ist schiefergrau. Die Füße sind kräftig rot.
Jungvögel ähneln den adulten Vögeln. Bei ihnen sind der Rücken und der Bürzel jedoch noch nicht so ausgeprägt grün.

## Verbreitungsgebiet

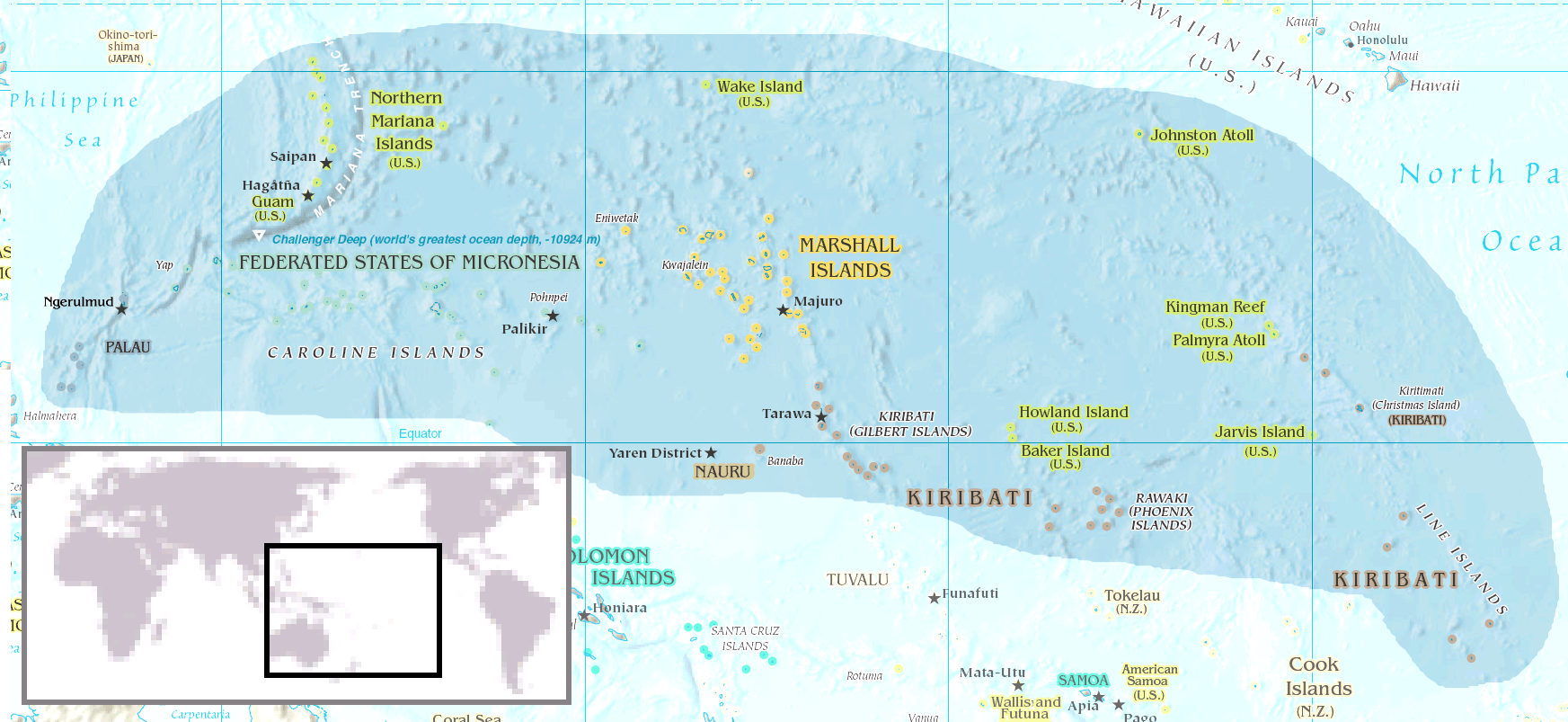
Lage Mikronesiens

Die Karolinen-Fruchttaube ist eine Art Mikronesiens. Sie kommt hier auf den Palauinseln, Yap, Chuuk,  Pohnpei und ursprünglich auch auf Kiribati vor. Die IUCN hält es jedoch für wahrscheinlich, dass die Karolinen-Fruchttaube mittlerweile auf Kiribati ausgestorben ist. Die Taube ist in ihrem Verbreitungsgebiet erheblichen Jagddruck ausgesetzt. Sie ist in Regionen, die fernab von menschlichen Siedlungen liegen, generell häufiger.
Die Karollinen-Fruchttaube besiedelt auf den Inseln grundsätzlich die Wälder des Inselinneren. Auf niedrigen Atollen ist sie auch auf Kokosnussplantagen zu finden.

## Lebensweise
Die Karolinen-Fruchttaube kommt gewöhnlich einzelgängerisch vor. Dort, wo sie gejagt wird, ist sie ausgesprochen scheu. Ihr Nahrungsspektrum umfasst Früchte, Beeren und große Samen bis zu einem Durchmesser von 2,3 Zentimeter. Ihre Nahrung findet sie in den Baumkronen, wo sie kletternd und hangelnd die Früchte direkt von den Zweigen pickt. Häufig hängt sie dabei sogar kopfüber von den Ästen.